# Marcus-Brunnen (Bürgerpark)

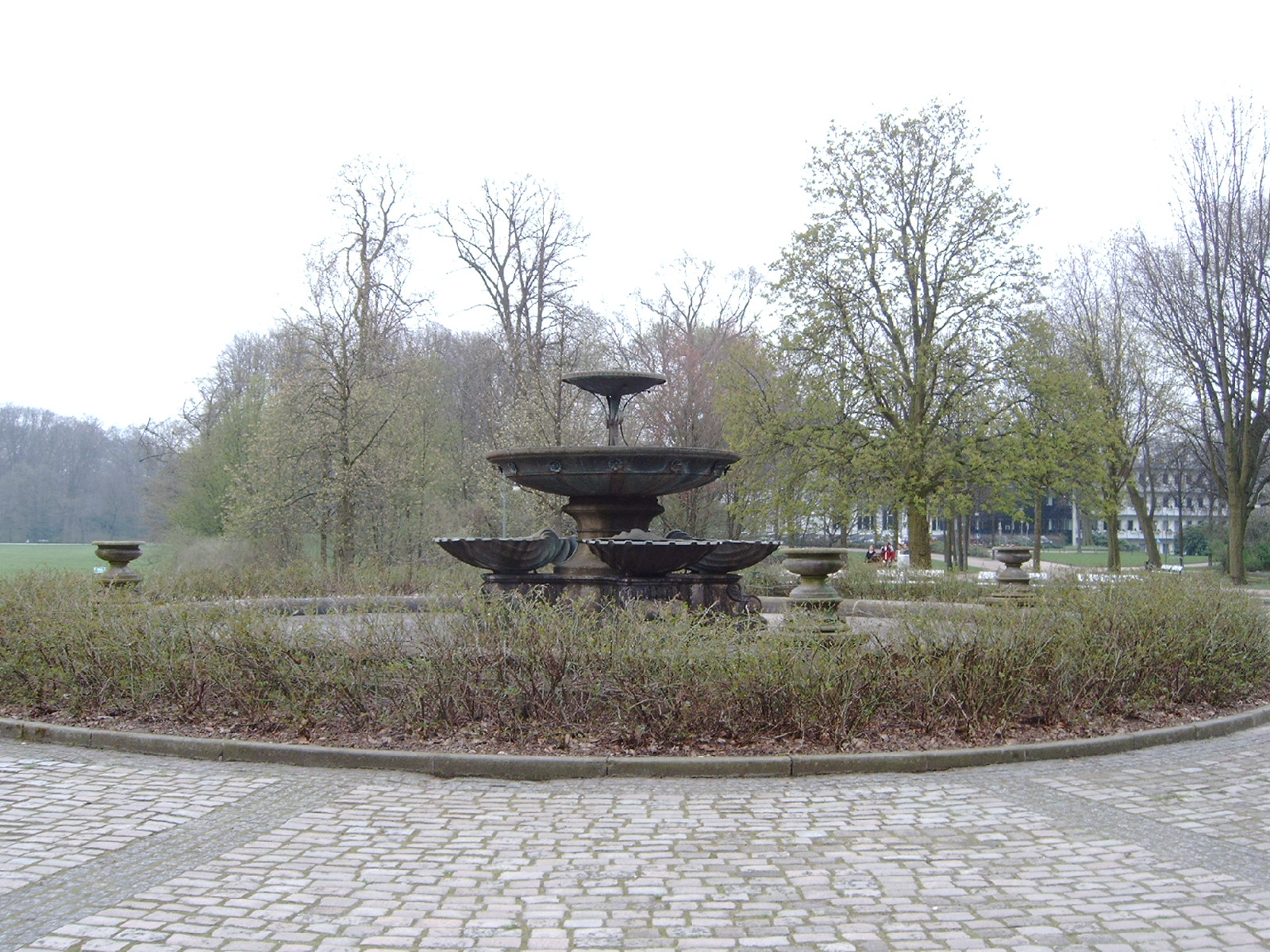
Marcus-Brunnen (Bürgerpark)

Der Marcus-Brunnen im Bürgerpark in Bremen-Schwachhausen wurde 1889 in der Nähe vom Park Hotel Bremen aufgestellt und wird in der Liste der Brunnen der Stadt Bremen geführt. Seit 1984 steht er unter Denkmalschutz.
Denkmal und Stifter
Victor Marcus (1849–1911) war ab 1887 Senator sowie 1907 und 1909 Bremer Bürgermeister. Er stiftete 1883 den ersten Marcus-Brunnen im Bürgerpark der ab 1866 entstand, sowie 1908 den zweiten Marcus-Brunnen auf dem Liebfrauenkirchhof. 
Der Brunnen von 1889 zur Verschönerung des Parks entstand nach einem Entwurf von August Töpfer. Die Figuren stammen vom Bildhauer Diedrich Kropp und der Metallschmuck von F. Kallmeyer.
In einer runden, steinernen Einfassung steht der runde Brunnenstock mit kreuzförmigen Vorsprüngen und darauf die große Brunnenschale aus Bronze. Der figürliche Schmuck und die obere Schale wurden 1942 für die Metallspende abgebaut und 1959 wieder in Betrieb genommen. 1976 wurde der Brunnen in veränderter Form ergänzt und die obere Schale erneuert; anstelle der Seepferde befinden sich hier heute die Muschelschalen. Die Neufassungen des Brunnens stammen von Klaus Homfeld.
Vom Bildhauer Kropp stammt in Bremen auch das Denkmal für Kurt von Goessel.